# Marina Colasanti

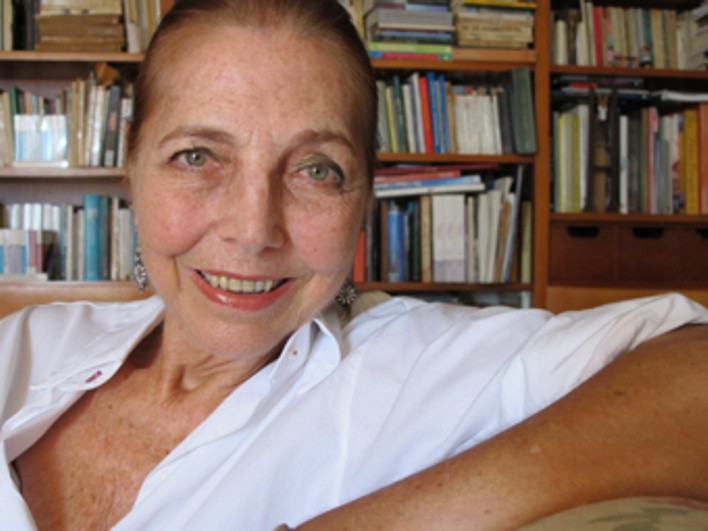

Marina Colasanti (sinh ngày 26 tháng 9 năm 1937 tại Asmara, thuộc địa cũ của Ý ở Eritrea và mất ngày 28 tháng 1 năm 2025) là một nhà văn, dịch giả và nhà báo người Brazil. Bà sống ở Libya trong thời thơ ấu, và sau đó chuyển đến Ý, nơi bà sống trong mười một năm. Gia đình bà chuyển đến Brazil vào năm 1948 do điều kiện khó khăn ở châu Âu sau Thế chiến II.
Ở Brazil, bà học mỹ thuật và làm nhà báo và dịch giả văn học Ý. Bà đã xuất bản nhiều cuốn sách, bao gồm các tác phẩm thơ, tuyển tập truyện ngắn và văn học thiếu nhi. Bà đã kết hôn với nhà văn Affonso Romano de Sant'Anna.

## Giải thưởng
- Breve História de um Pequeno Amor, 2014, Prêmio Jabuti: Cuốn sách viễn tưởng của năm
- Passageira em trânsito, 2010, Prêmio Jabuti: Thơ
- Uma idéia toda azul, 1978, O Melhor para o Jovem, từ Fundação Nacional do Livro Infantil e Juvenil.

## Công trinh
- Breve História de um Pequeno Amor (2014)
- Hora de alimentar serpentes (2013)
- Passageira em trânsito (2010)
- Minha Ilha Maravilha (2007) - Ed. Ática
- Acontece na cidade (2005) - Ed. Ática
- Fino sangue (2005)
- O homem que não parava de crescer (2005)
- 23 histórias de um viajante (2005)
- Uma estrada junto ao rio (2005)
- Một morada do ser (1978, 2004)
- Fragatas para terras distantes (2004)
- Một moça tecelã (2004)
- Aventuras de pinóquio - histórias de uma marionete (2002)
- Một casa das palavras (2002) - Ed. Ática
- Penélope manda lembranças (2001) - Ed. Ática
- Một amizade abana o rabo (2001)
- Esse amor de todos its (2000)
- Ana Z., aonde vai você? (1999) - Ed. Ática
- Gargantas abertas (1998)
- O leopardo é um delicado (1998)
- Histórias de amor (. Série "Para gostar de ler" vol 22) (1997) - Ed. Ática
- Longe como o meu querer (1997) - Ed. Ática
- Eu sei mas não devia (1995)
- Um amor sem palavras (1995)
- Rota de colisão (1993)
- De mulheres, sobre tudo (1993)
- Entre a Espada ea rosa (1992)
- Cada bicho seu capricho (1992)
- Intimidade pública (1990)
- A mão na massa (1990)
- Será que tem asas? (1989)
- Ofélia, một ovelha (1989)
- O menino que achou uma estrela (1988)
- Aqui entre its (1988)
- Um amigo para semper (1988)
- Contos de amor rasgado (1986)
- O verde brilha no poço (1986)
- E por falar em amor (1985)
- Lobo eo carneiro no sonho da menina (1985)
- Một menina arco iris (1984)
- Doze reis ea moça no labirinto do vento (1978)
- Uma idéia toda azul (1978)